# Brian Connor
Brian Connor (Taplow, 23 aprile 1969) è un ex calciatore anguillano, di ruolo difensore.

## Palmarès

### Club

#### Competizioni nazionali
- Isthmian League Full Members Cup: 1

Maidenhead United: 1996-1997

#### Competizioni regionali
- Berks & Bucks Senior Cup: 4

Maidenhead United: 1997–1998, 1998–1999, 2001–2002, 2002–2003